# Academia Franceză
Academia Franceză (în franceză Académie française) este una din cele mai prestigioase instituții culturale ale Franței, și una din cel mai cunoscute în lumea întreagă. 

## Istoric
A fost înființată în anul 1635 de cardinalul Richelieu. În prezent numără 40 de fotolii. Pe parcursul timpului s-au adăugat Academii speciale: de inscripțiuni (1663), de științe (1669), de belle-arte (1795), de științe morale și politice (1795). Toate secțiunile reunite formează Institut de France.

## Membrii Academiei Franceze
| Fotoliu | Membru                      | Data alegerii | Primit(ă) de                                                     | Răspunsul la discursul de primire                 |
| ------- | --------------------------- | ------------- | ---------------------------------------------------------------- | ------------------------------------------------- |
| 1       | Fotoliu vacant              |               |                                                                  |                                                   |
| 2       | Hector Bianciotti           | 18.01.1996    | Jacqueline Worms de Romilly                                      | Arhivat în 25 octombrie 2007, la Wayback Machine. |
| 3       | Jean-Denis Bredin           | 15.06.1989    | Pierre Moinot                                                    | Arhivat în 19 noiembrie 2008, la Wayback Machine. |
| 4       | Jean-Marie Lustiger         | 15.06.1995    | Hélène Carrère d'Encausse                                        | Arhivat în 8 august 2007, la Wayback Machine.     |
| 5       | Assia Djebar                | 16.06.2005    | Pierre-Jean Rémy                                                 | Arhivat în 18 iunie 2007, la Wayback Machine.     |
| 6       | Marc Fumaroli               | 02.03.1995    | Jean-Denis Bredin                                                | Arhivat în 17 noiembrie 2008, la Wayback Machine. |
| 7       | Jacqueline Worms de Romilly | 24.11.1988    | Alain Peyrefitte                                                 | Arhivat în 25 iunie 2007, la Wayback Machine.     |
| 8       | Michel Déon                 | 08.06.1978    | Félicien Marceau                                                 | Arhivat în 26 iunie 2007, la Wayback Machine.     |
| 9       | Alain Decaux                | 15.02.1979    | André Roussin                                                    | Arhivat în 13 martie 2009, la Wayback Machine.    |
| 10      | Florence Delay              | 14.12.2000    | Hector Bianciotti                                                | în 17 noiembrie 2008, la Wayback Machine.         |
| 11      | Gabriel de Broglie          | 22.03.2001    | Maurice Druon                                                    | Arhivat în 8 noiembrie 2008, la Wayback Machine.  |
| 12      | Jean d'Ormesson             | 18.10.1973    | Thierry Maulnier                                                 | Arhivat în 20 noiembrie 2008, la Wayback Machine. |
| 13      | Pierre Messmer              | 25.03.1999    | François Jacob                                                   | Arhivat în 17 iunie 2007, la Wayback Machine.     |
| 14      | Hélène Carrère d'Encausse   | 13.12.1990    | Michel Déon                                                      | Arhivat în 17 noiembrie 2008, la Wayback Machine. |
| 15      | Frédéric Vitoux             | 13.12.2001    | Michel Déon                                                      | Arhivat în 17 noiembrie 2008, la Wayback Machine. |
| 16      | Valéry Giscard d'Estaing    | 11.12.2003    | Jean-Marie Rouart                                                | Arhivat în 17 noiembrie 2008, la Wayback Machine. |
| 17      | Érik Orsenna                | 28.05.1998    | Bertrand Poirot-Delpech                                          | Arhivat în 19 noiembrie 2008, la Wayback Machine. |
| 18      | Michel Serres               | 29.03.1990    | Bertrand Poirot-Delpech                                          | Arhivat în 19 noiembrie 2008, la Wayback Machine. |
| 19      | Fotoliu vacant              |               |                                                                  |                                                   |
| 20      | Angelo Rinaldi              | 21.06.2001    | Jean-François Deniau                                             | Arhivat în 19 noiembrie 2008, la Wayback Machine. |
| 21      | Félicien Marceau            | 27.11.1975    | André Roussin                                                    | Arhivat în 22 octombrie 2007, la Wayback Machine. |
| 22      | René de Obaldia             | 24.06.1999    | Bertrand Poirot-Delpech                                          | Arhivat în 19 noiembrie 2008, la Wayback Machine. |
| 23      | Pierre Rosenberg            | 07.12.1995    | José Cabanis                                                     | Arhivat în 20 noiembrie 2008, la Wayback Machine. |
| 24      | Max Gallo                   | 31.05.2007    |                                                                  |                                                   |
| 25      | Dominique Fernandez         | 08.03.2007    |                                                                  |                                                   |
| 26      | Jean-Marie Rouart           | 18.12.1997    | Hélène Carrère d'Encausse                                        | Arhivat în 19 noiembrie 2008, la Wayback Machine. |
| 27      | Pierre Nora                 | 07.06.2001    | René Rémond                                                      | Arhivat în 10 noiembrie 2008, la Wayback Machine. |
| 28      | Fotoliu vacant              |               |                                                                  |                                                   |
| 29      | Claude Lévi-Strauss         | 24.05.1973    | Roger Caillois                                                   | Arhivat în 7 noiembrie 2009, la Wayback Machine.  |
| 30      | Maurice Druon               | 08.12.1966    | Louis Pasteur Vallery-Radot                                      | Arhivat în 18 noiembrie 2007, la Wayback Machine. |
| 31      | Jean Dutourd                | 30.11.1978    | Maurice Schumann                                                 | Arhivat în 16 august 2007, la Wayback Machine.    |
| 32      | Alain Robbe-Grillet         | 25.03.2004    | Nu a existat o recepție oficială, întrucât titlul a fost refuzat |                                                   |
| 33      | Michel Mohrt                | 18.04.1985    | Jean d'Ormesson                                                  | Arhivat în 17 iunie 2007, la Wayback Machine.     |
| 34      | François Cheng              | 13.06.2002    | Pierre-Jean Rémy                                                 | Arhivat în 17 noiembrie 2008, la Wayback Machine. |
| 35      | Yves Pouliquen              | 29.11.2001    | Michel Mohrt                                                     | Arhivat în 15 noiembrie 2008, la Wayback Machine. |
| 36      | Fotoliu vacant              |               |                                                                  |                                                   |
| 37      | René Girard                 | 17.03.2005    | Michel Serres                                                    | Arhivat în 30 ianuarie 2008, la Wayback Machine.  |
| 38      | François Jacob              | 19.12.1996    | Maurice Schumann                                                 | Arhivat în 15 august 2007, la Wayback Machine.    |
| 39      | Fotoliu vacant              | 10.04.1986    |                                                                  | Arhivat în 25 octombrie 2007, la Wayback Machine. |
| 40      | Pierre-Jean Rémy            | 16.06.1988    | Jacques de Bourbon Busset                                        | Arhivat în 25 iunie 2007, la Wayback Machine.     |